# Archaeoattacus
Archaeoattacus é um gênero de mariposa pertencente à família Bombycidae.